# 2 팔라스
2 팔라스(Pallas)는 세레스에 이어 두 번째로 발견된 소행성이다. 1802년 3월 28일, 하인리히 올베르스가 발견하였다. 처음에는 행성으로 여겨졌지만, 많은 관측을 통하여 소행성으로 재분류되었다. 모양이 불규칙하기 때문에 원시 행성의 찌꺼기로 추정된다.
팔라스는 소행성 중에서는 큰 편에 속하며, 전체 소행성대 질량의 7%를 차지하는 것으로 추정된다. 지름은 530–565 km 가량으로, 4 베스타와 비교했을 때 약간 더 크다. 하지만 질량은 20% 적다. 팔라스의 표면은 스펙트럼과 추정 밀도로 봤을 때 규산염이 많을 것으로 추정된다. 팔라스의 궤도 기울기는 34.8°로 꽤 큰 편이며, 이심률도 명왕성만큼 크다. 이 때문에 탐사선이 상대적으로 접근하기 어렵다.

## 이름
그리스 신화의 여신 아테나의 이명(異名)인 팔라스 아테나
또는 트리톤의 딸이자 아테나의 어릴 적 친구인 팔라스에서 따왔다.
(그리스 신화에는 팔라스라는 이름의 남자도 몇몇 등장하지만, 초기에 발견된 소행성에는 여성의 이름이 붙는 관례가 있었다.)
석철 팔라사이트 운석은 소행성 팔라스와는 연관이 없다. 단지, 독일의 자연주의자인 페터 지몬 팔라스에서 이름을 따왔을 뿐이다. 한편, 화학 원소 중 하나인 팔라듐은 이 소행성의 이름을 따서 붙여졌다.
다른 소행성처럼, 천문 기호가 존재한다.  또는 종종   로 표기되기도 한다.

## 관측
1801년, 천문학자 주세페 피아치는 천체 하나를 발견했는데, 그는 이 천체를 혜성으로 믿고 있었다. 그 후 그는 이 관측 결과를 알렸고, 자세히 보니 혜성과는 운동이 다르다는 것을 알게되었다. 그리고 몇 달간 시야에서 사라졌다가 여러 천문학자의 도움으로 다시 찾는 데 성공했다. 이 천체가 최초로 발견된 소행성인 1 세레스이다.

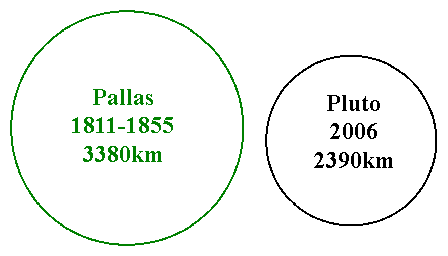
요한 히에로니무스 슈뢰터의 크기 비교 그림이다. 1811년에 추정된 크기로 그렸기 때문에 정확하지는 않다. 슈뢰터는 지름이 3,000km 라고 믿었다. (이는 명왕성보다 큰 수치이다.)

몇 달 후, 올베르스는 세레스를 다시 추적하다가 근처에 어떤 천체가 움직이는 것을 알아챘다. 이 천체가 2 팔라스로, 당시 우연히 세레스의 근처를 지나가고 있었다. 팔라스의 발견으로 천문학계에서는 흥미거리가 만들어졌다. 화성과 목성 사이에 빈 공간에는 어떠한 천체가 존재할 것이라는 의견이 이전부터 천문학자들 사이에서 대두되었다. 그런데, 뜻밖에도 두 번째 '행성' 이 발견된 것이다. 팔라스가 발견되었을 때, 지름은 3,380 km로 추정되었는데 이는 현재 알려진 지름에 비해서 매우 컸다. 1979년에도 팔라스의 지름이 계산되었는데, 그 값은 673 km 로 현재 지름보다 26% 큰 값이었다.

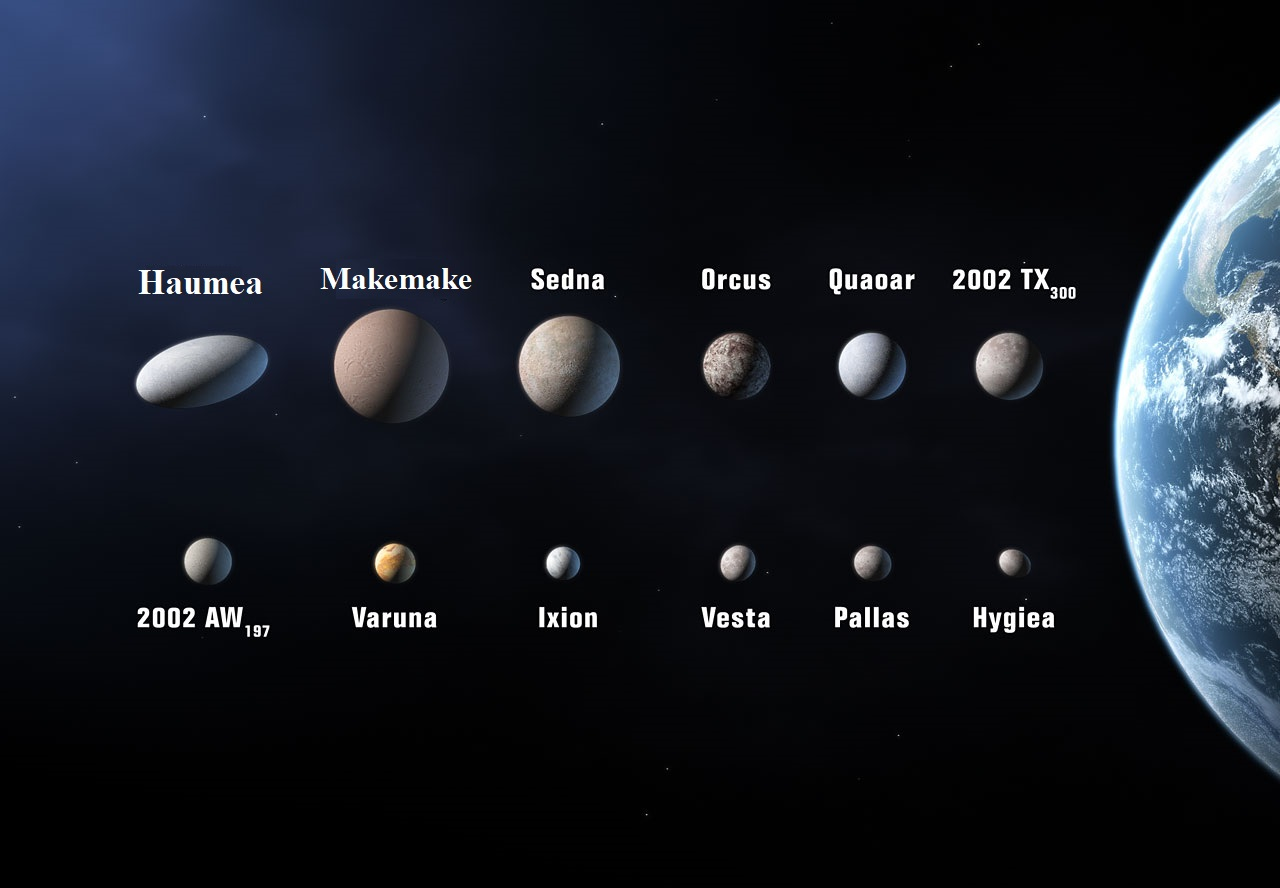
다른 왜행성 후보 행성들 간의 크기 비교. 팔라스는 아랫줄 오른쪽에서 두 번째에 있다.

팔라스의 궤도는 카를 프리드리히 가우스가 계산하였는데, 팔라스의 공전 주기를 세레스의 주기와 비슷한 4.6년으로 계산하였다. 그러나 팔라스는 상대적으로 황도면에 대한 궤도 경사각이 크다.
1917년, 일본의 천문학자 히라야마 기요쓰구는 소행성의 운동을 연구하다가 눈에 띄는 천체 몇 개를 발견했다. 후에 논문에 소행성 세 개가 팔라스와 연관이 있다는 내용과 함께, 네 천체를 묶어서 팔라스족이라 명명했다. 1994년부터 10개 이상의 천체가 팔라스족으로 분류되었다. 팔라스족의 특징은 궤도 장반경이 2.50–2.82 AU이며, 궤도 경사각 33–38°이다. 팔라스족의 확실성은 2008년 스펙트럼을 분석하면서 검증되었다.
팔라스의 엄폐 현상이 몇 차례 관측되었다. 가장 확실하게 관측된 때는 1983년 5월 29일에 일어났을 때였는데, 140명의 관측자가 이 현상을 목격했다. 이 때 처음으로 팔라스의 지름을 정확히 측정하였다.
1979년 5월 29일에는 엄폐 현상이 일어날 때 위성으로 추측되는 1 km 가량의 매우 작은 천체가 보고되었지만, 확실히 검증되지는 않았다. 1980년에 반점간섭계를 이용하여 조금 더 큰 175 km 가량의 천체가 보고되었다. 그러나 이는 오류인 것으로 판명났다.
화성 궤도 주위의 우주선의 전파를 이용하여 화성의 운동으로 인하여 발생하는 섭동 현상을 통하여 팔라스의 질량을 추정했다.
돈 계획 팀은 2007년 9월, 허블 우주 망원경을 사용하여 소행성에 가장 근접할 수 있을 것이라는 결과를 얻었다. 이는 20년만에 한 번 꼴로 일어나는 일로, 이를 통하여서 세레스와 베스타의 정보를 많이 얻을 수 있었다.

## 특징

처음 발견된 10개의 소행성과 달의 크기 비교. 팔라스는 왼쪽에서 두 번째에 있다.

2팔라스의 궤도

한때는 베스타와 팔라스 둘 다 소행성 중 두 번째로 크다고 여겨졌다. 그러나 팔라스는 베스타와 부피는 비슷하지만, 질량은 작다. 팔라스의 질량은 세레스 질량의 22%, 달 질량의 0.3% 밖에 되지 않는다.
팔라스는 지구에서 멀리 떨어져있고 베스타보다 알베도도 낮아서, 더 어둡게 보인다. 실제로, 충 위치에 있을 때는 7 이리스보다 약간 어둡게 보인다.
충 일때, 팔라스의 겉보기 등급은 +8.0 등급으로, 10×50 배율의 쌍안경으로도 잘 보인다. 그러나, 세레스나 베스타와는 다르게, 이각이 작을 때는 +10.6 등급까지 떨어지기 때문에, 광학적으로 많은 뒷받침이 필요하다. 근일점에다 충의 경우에는, +6.4등급에 이르며, 오른쪽 가장자리는 맨눈으로도 볼 수 있다.
2014년 2월 말 동안, 팔라스는 +6.96등급에 이를 전망이다.
팔라스에는 흔치 않은 역학적 요소들이 있다. 궤도는 매우 경사져 있고 이심률도 큰 편이다. 게다가, 자전축의 기울기도 매우 높은 78±13° 혹은 65±12°이다.(이 수치는 광도 곡선을 분석한 결과로, 확실하지는 않다.
데이터는 2007년 허블 우주 망원경에서 얻어진 것으로 2003–2005년, 켁 망원경의 도움도 있었다.)
이것의 의미하는 바는, 팔라스의 여름과 겨울이 각각 지구의 1년씩임을 의미한다.
분광학을 이용한 관측으로, 팔라스 표면의 주 구성 물질은 규산염으로, 콘드룰에서 발견할 수 있는 감람석이나 휘석이 포함된다.
이 물질들은 레나조 탄소질 콘드라이트 운석의 성분과 유사하다. 레나조 운석은 1824년 이탈리아에서 발견된 암석으로, 현재까지 알려진 운석 중에서 가장 오래된 운석이다.

팔라스와 목성의 18:7 궤도 공명을 표현한 애니메이션. 목성 공전 속도와 같은 속도로 태양에 대해 공전하는 팔라스를 보여준다. 따라서, 목성의 궤도 (좌측 상단 분홍색)는 거의 정지해있는 것처럼 보여진다. 화성의 궤도는 주황색, 지구-달은 청색과 백색으로 표현되어 있다. 팔라스의 궤도는 황도면에 위에 있을 때는 녹색, 아래에 있을 때는 붉은색이다. 18:7 공명 패턴을 봤을 때 목성은 시계방향으로 공전한다. (절대로 멈추거나 역으로 공전하지 않는다.)

팔라스 표면 지형은 많이 알려져 있지 않다. 2007년에 허블 망원경으로 찍었지만, 그 곳의 알베도가 12% 밖에 되지 않아 감지할 수 없었다. 가시광선과 적외선 필터를 통하여 얻어진 광도곡선으로 약간의 가변성을 확인했지만, 자외선에서 큰 편향이 확인되었다. 이는 어떤 큰 지형이 서경 285° 와 75° 부근에 존재한다는 것을 의미한다. 한편, 팔라스는 서쪽에서 동쪽으로 운동하는 순행 운동을 한다.
팔라스를 포함한 큰 소행성은 한 때 원시 행성이었을 가능성이 있다. 태양계에서 행성 형성의 시대에서, 천체는 착증 과정을 통하여 커진다. 이런 천체의 대부분은 다른 천체와 합쳐지는 데 이것이 행성이다. 한편, 나머지 천체들은 다른 원시 행성과 충돌하여 파괴된다. 팔라스는 이런 과정에서 살아남은 "생존자"이다.
팔라스는 "행성 후보"에 올랐지만 2006년, IAU에서 정의한 행성의 조건에서 마지막 조건을 충족시키지 못 했다.
미래에는, 팔라스가 유체정역학적 평형 상태임을 발견한다면 왜행성으로 분류될 가능성이 있다. 그러나, 최근 허블 우주 망원경의 사진으로 그럴 가능성은 없을 것으로 밝혀졌다. 팔라스는 최소한의 열적 변화와 부분적으로 분화 과정을 겪은 것으로 추정된다.

### 공명
팔라스는 세레스와 1:1 궤도 공명을 한다. 또한, 목성과도 18:7 (6,500년 주기), 5:2 (83년 주기) 궤도 공명을 한다.

### 팔라스에서의 행성 통과
팔라스에서는 수성에서 화성까지 행성의 태양 일면 통과 현상을 볼 수 있다. 최근 지구는 1998년에 일어났으며, 가까운 미래에는 2224년에 일어날 전망이다. 수성도 2009년 10월에 일어났고, 금성은 1677년에 일어났고 2123년에 일어날 전망이다. 화성은 1597년에 일어났고 2759년에 일어날 전망이다.

## 탐사
팔라스는 어떤 탐사선도 방문하지 않은 천체이다. 그러나 NASA의 돈 탐사선이 4 베스타와 세레스를 탐사하기 위해 발사되었다. 2018년 무렵에 플라이바이를 하기 위하여 지날 것이다. 그러나 팔라스의 높은 궤도 경사각 때문에, 탐사선이 궤도 안쪽으로 진입하기는 어려울 전망이다.